# John Barnwell
John Barnwell (* 1671; † Juni 1724 in Beaufort) war ein in Irland geborener und 1701 in die Provinz South Carolina im Südosten der Vereinigten Staaten emigrierter Siedler, Kommandant der Truppen South Carolinas und späterer Repräsentant der Kolonie South Carolina.

## Leben
Bei Beginn des Tuscarora-Krieges im Jahre 1711 war er ein wichtiger Vertreter der Kolonie. South Carolina schickte zwei Armeen gegen die Tuscarora in North Carolina; der erste der Feldzüge, der vom Spätjahr 1711 bis in das Frühjahr 1712 dauerte, wurde von Barnwell kommandiert. Die Armee bestand überwiegend aus nordamerikanischen Ureinwohnern, insbesondere den Yamasee. Barnwell besiegte die Tuscarora, entließ seine Truppen und arrangierte Friedensverhandlungen. Die Feindseligkeiten zwischen den Tuscarora und den North Caroliniern dauerten an und South Carolina entsandte ein weiteres Mal Truppen in die Region. North Carolina, die mit Barnwell nicht einverstanden waren und ihm die Schuld an einer weiteren Eskalation gaben, weil er die Tuscarora nicht vollständig vernichtet hatte, verlangten ausdrücklich einen anderen Kommandanten für die zweite Armee South Carolinas. Aufgrund seiner Rolle im Krieg wurde Barnwell auch häufig als „Tuscarora Jack“ or „Tuscarora John“ bezeichnet.
1715 begann der Yamasee-Krieg zwischen South Carolina und den Yamasee sowie etlichen anderen Stämmen. Der erste Angriff der Yamasee erfolgte nahe Port Royal. Viele der dort lebenden Siedler konnten auf die Insel Port Royal im Port Royal Sound fliehen und Alarm auslösen. Barnwell und die anderen Kolonisten konnten mit dem Schiff von der Insel nach Charles Town entkommen.
Als sich South Carolina mit seinen bisherigen Eigentümern, den Lords Proprietor überwarf und den Status einer Kronkolonie anstrebte, reiste Barnwell nach London um South Carolina in den Verhandlungen mit der Krone zu repräsentieren und eine neue Regierung einzurichten. Nach seiner Rückkehr in die Kolonien bemühte er sich jahrelang um eine Erneuerung der Freundschaft zu den Yamasee, die in den Süden in die spanische Kolonie Florida gezogen waren. 1721 errichtete er einen Außenposten namens Fort King George um den spanischen Einfluss auf die Region und die dort lebenden Indianer besser kontrollieren zu können. Es gelang ihm nie, das frühere Bündnis zwischen den Yamasee und den Siedlern wieder aufleben zu lassen.